# Tamas Szabo
Tamas Szabo (n. 18 februarie 1951, Satu Mare, România) este un fost atlet român specializat în probele de sprint.

## Carieră
Sportivul s-a născut la Satu Mare la 13 februarie 1951. S-a remarcat pentru prima dată în 1967 când a stabilit recordul național la juniori II cu un timp de 8,0 secunde la 80 de metri. Anul următor, a cucerit medalia de argint la Jocurile Europene de Juniori de la Leipzig la 100 de metri în urma sovieticului Valerii Borzov. În același an a obținut medalia de bronz la Jocurile Balcanice cu echipa de ștafetă a României de 4x100 m, alcătuită din Gheorghe Zamfirescu, Tamas Szabo, Valeriu Jurcă și Constantin Nichifor.
În anul 1969 a participat la Jocurile Europene în sală, ce au avut loc la Belgrad, unde s-a clasat pe locul 10 la 50 de metri. Fiind elev încă, a devenit campion național școlar în probele de 100 și 200 de metri în sezonul de aer liber. Anul următor a obținut în Franța locul 8 la 100 m și locul 5 la 4x100 m la Campionatul European de Juniori. În mai 1971 Alexandru Munteanu a stabilit un nou record național la 100 m cu timpul de 10,2 s. Tamas Szabo a ajuns în această cursă pe locul 2, fiind cronometrat tot cu 10,2 s. În anul 1972, Szabo a înregistrat la rândul său recordul național pe 60 m în sală, 6,6 secunde.

## Palmares
| An   | Competiție                      | Locație               | Loc | Eveniment | Note    |
| ---- | ------------------------------- | --------------------- | --- | --------- | ------- |
| 1968 | Jocurile Europene de Juniori    | Leipzig, R.D. Germană | 2   | 100 m     | 10,5 s  |
| 1968 | Jocurile Balcanice              | Pireu, Grecia         | 3   | 4x100 m   | 41,3 s  |
| 1969 | Jocurile Europene în sală       | Belgrad, Iugoslavia   | 10  | 50 m      | 6,0 s   |
| 1970 | Campionatul European de Juniori | Colombes, Franța      | 8   | 100 m     | 11,01 s |
| 1970 | Campionatul European de Juniori | Colombes, Franța      | 5   | 4x100 m   | 41,34 s |